# To Tulsa and Back
To Tulsa and Back è un album di J.J. Cale, pubblicato dalla Blue Note Records nel 2004. Il disco fu registrato nel giugno 2003 al Natura Digital Studio di Tulsa, Oklahoma (Stati Uniti).

## Tracce
1. My Gal – 4:23 (J.J. Cale)
2. Chains of Love – 3:38 (J.J. Cale)
3. New Lover – 3:13 (J.J. Cale)
4. One Step – 3:21 (J.J. Cale)
5. Stone River – 3:42 (J.J. Cale)
6. The Problem – 4:32 (J.J. Cale)
7. Homeless – 3:25 (J.J. Cale)
8. Fancy Dancer – 4:50 (J.J. Cale)
9. Rio – 3:47 (J.J. Cale)
10. These Blues – 3:49 (J.J. Cale)
11. Motormouth – 3:17 (J.J. Cale)
12. Blues for Mama – 4:07 (J.J. Cale)
13. Another Song – 3:24 (J.J. Cale)

## Musicisti
- J.J. Cale  - voce, chitarre, sintetizzatore, banjo, e altri vari strumenti musicali
- Christine Lakeland - chitarra (brani: 1, 4, 6 e 10)
- Don White - chitarra (brani: 1, 4, 6, 10 e 11)
- Walter Richmond  - tastiere (brani: 1, 4, 6, 10 e 11)
- Rocky Frisco - tastiere (brani: 1, 4, 6, 10 e 11)
- Shelby Eicher - fiddle, mandolino (brani: 1, 4, 6, 10 e 11)
- Jim Markham - armonica (brano: 11)
- Bill Raffensperger - basso (brani: 1, 4, 6, 10 e 11)
- Gary Gilmore - basso (brani: 1, 4, 6 e 10)
- Jim Karstein - batteria (brani: 1, 4, 6, 9, 10 e 11)